# Radovesnice I

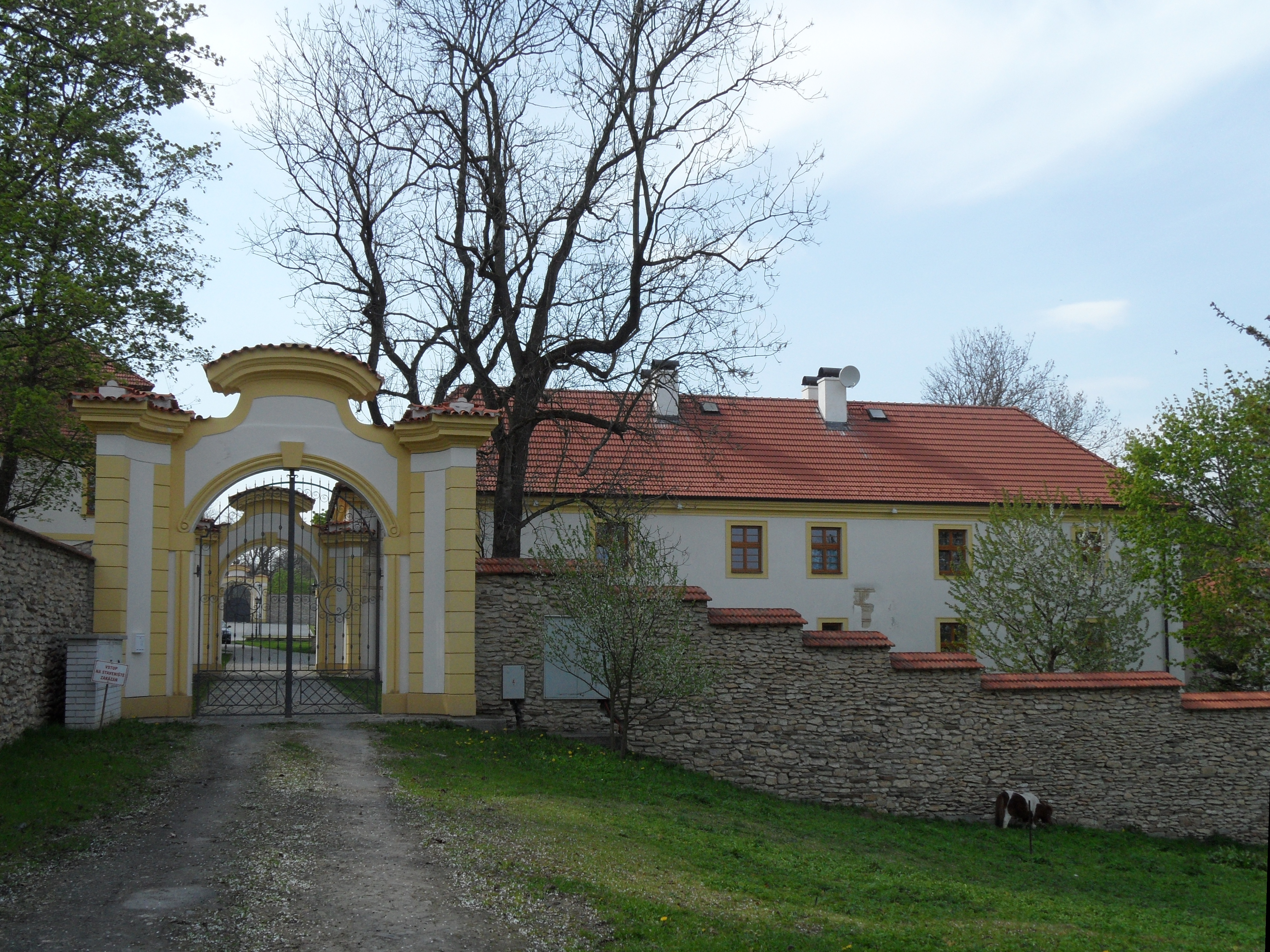
Schloss Radovesnice

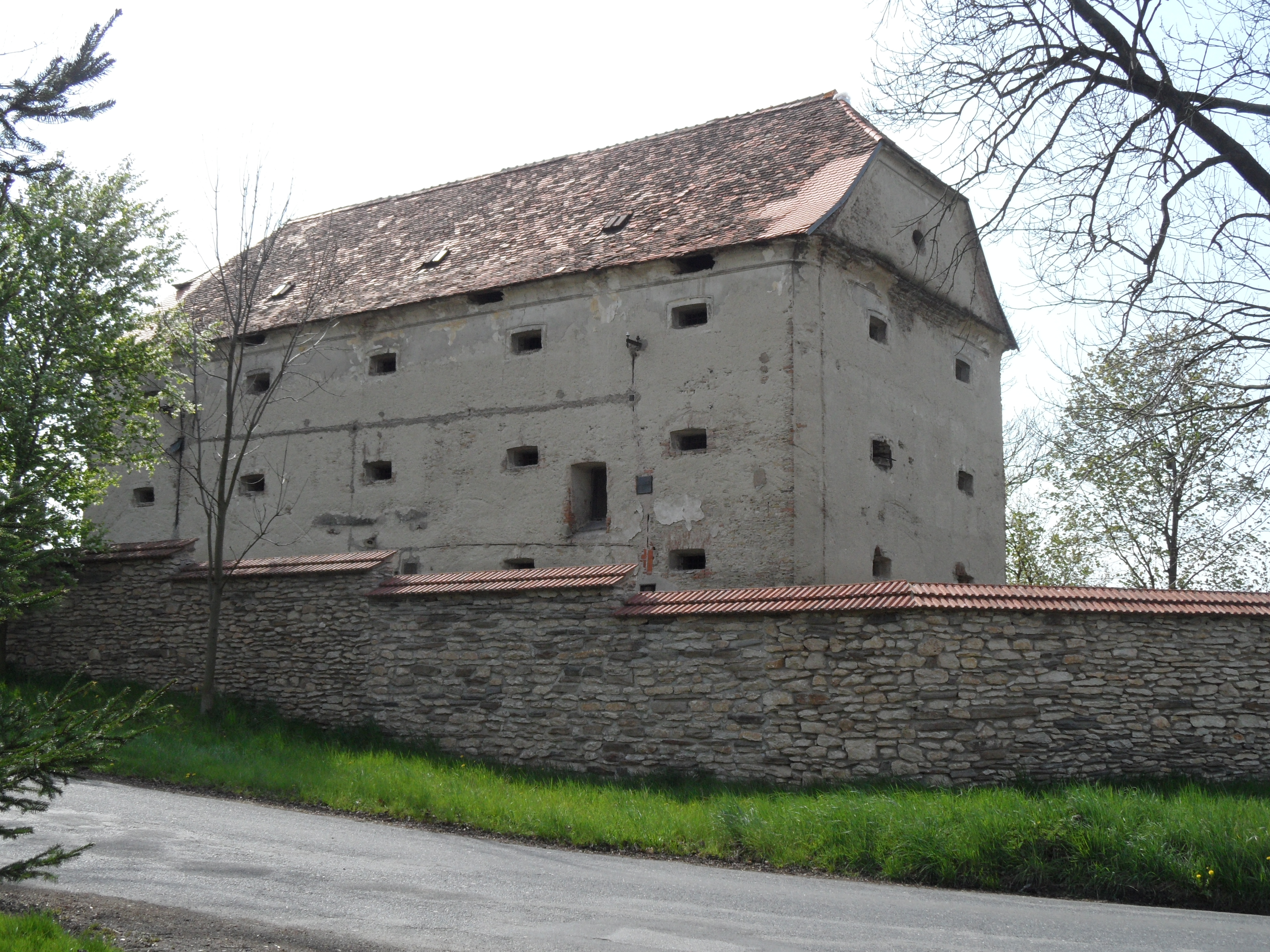
Barocker Schüttboden

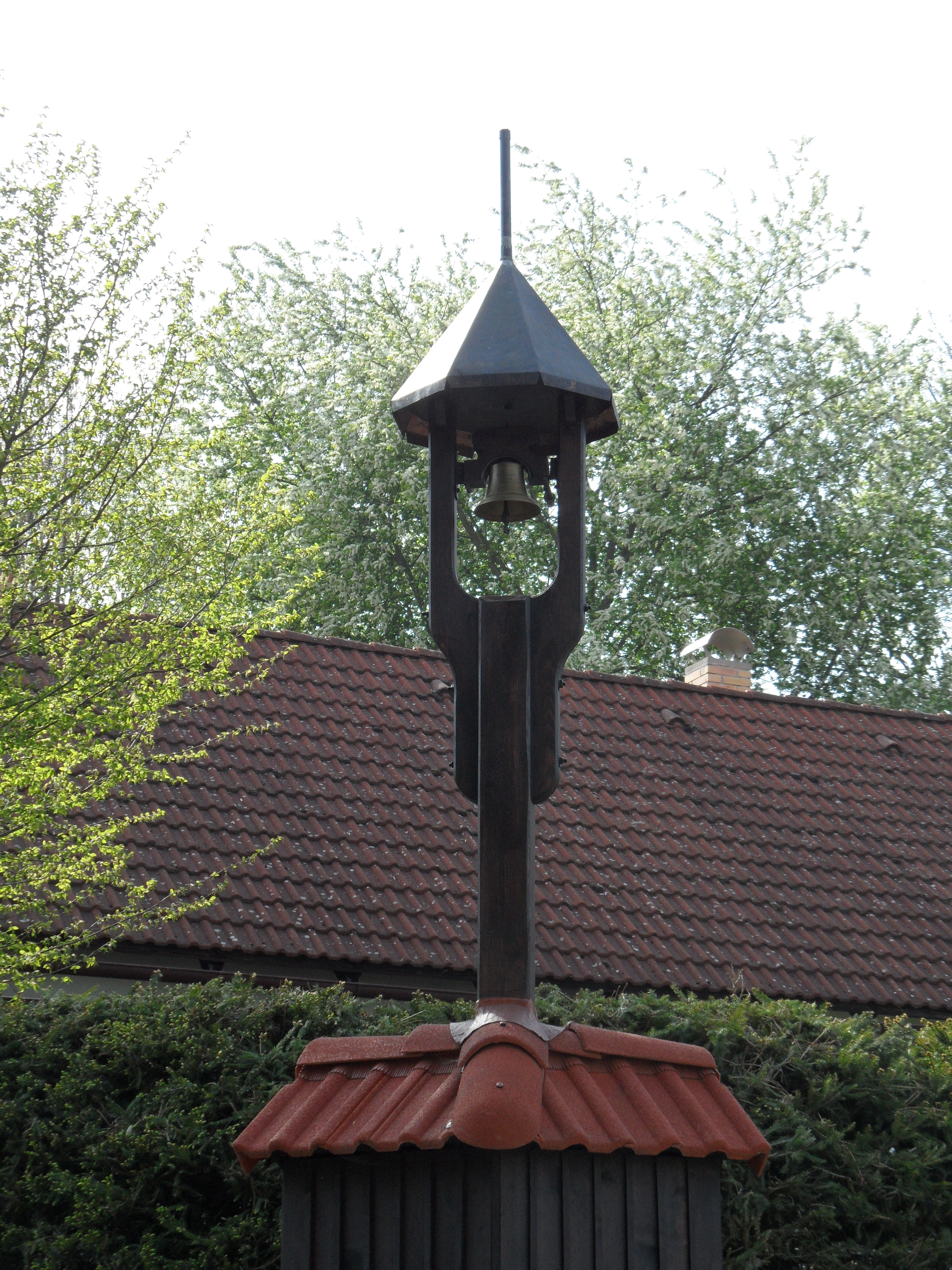
Glockenbaum

Radovesnice I, bis 1960 Radovesnice (deutsch Radowesnitz) ist eine Gemeinde in Tschechien. Sie liegt fünf Kilometer südwestlich des Stadtzentrums von Kolín und gehört zum Okres Kolín.

## Geographie
Radovesnice I befindet sich linksseitig des Pekelský potok (Pekler Bach) in der Středolabské tabule (Tafelland an der mittleren Elbe) an der Einmündung des Mlýnský potok (Mühlbach). Südwestlich erhebt sich der Na Kopečkách (318 m n.m.), im Nordwesten der Křečhoř (333 m n.m.).
Nachbarorte sind Kutlíře, Nová Ves I, Ohrada und Chaloupka im Norden, Peklo und Štítary im Nordosten, Polepy im Osten, Pašinka im Südosten, Zibohlavy, Kbílek und Kbel im Süden, Lošánky, Lošany und Polní Voděrady im Südwesten, Libodřice, Kocanda und Poboří im Westen sowie Chocenice, Křečhoř und Kamhajek im Nordwesten.

## Geschichte
Archäologische Funde belegen eine frühzeitliche Besiedlung der Gegend. Auf der westlich des Dorfes gelegenen Hochebene U Altánu wurden zwei Siedlungsobjekte der Spätlatènekultur (2.–1. Jahrhundert v. Chr.) mit Resten einer Handdrehmühle sowie Keramikscherben aufgefunden. Weiterhin wurde eine zerstörte Siedlung der frühen Markomannenzeit mit einer Eisenhüttstatt ausgegraben.
Das Dorf wurde wahrscheinlich in der zweiten Hälfte des 12. Jahrhunderts durch das Kloster Strahov gegründet, das die Güter 1176 vom Mělníker Propst Chřen im Tausch gegen Chabřy erworben hatte. Im Jahre 1266 wurde Radovesice als Sitz des Vladiken Vícemil von Radovesice erwähnt. In der Folgezeit wechselten sich als Besitzer des weltlichen Anteils zahlreiche niedere Adlige ab, die sich das Prädikat von Radovesice zulegten. Nach dem Ende der Hussitenkriege überschrieb König Sigismund 1436 den Strahover Anteil zusammen mit der Stadt Kolín und weiteren Dörfern an Bedřich von Strážnice, der daraus die Herrschaft Kolín bildete. Der andere Anteil des Dorfes gehörte im Jahre 1515 Martin Smolík von Radovesice. Wenig später erwarben die Herren Materna von Květnice das gesamte Dorf. Im 16. Jahrhundert änderte sich der Ortsname in Radovesnice. 1542 wurde Zdeněk Materna von Květnice als Besitzer des Gutes Radovesnice genannt; wahrscheinlich entstand zu dieser Zeit auch eine Feste, urkundlich ist sie seit 1608 nachweisbar. Während des Dreißigjährigen Krieges wurde das Dorf geplündert und verwüstet. Wenzel Georg Holický von Sternberg, der das Gut Radovesnice 1651 gekauft hatte, ließ das Dorf wieder aufbauen und die wüste Feste zu einem Barockschloss umbauen. 1676 erwarb von Sternberg das Gut Veltruby und verband beide Güter. Im Mai 1681 machte er das von einem Park und Weingärten umgebene Schloss Radovesnice mit seiner zweiten Frau zu seinem Wohnsitz. 1713 wurde eine Fasanerie anlegt. In der Mitte des 18. Jahrhunderts besaß Marie Maximiliane von Schaffgotsch die Güter Radovesnice mit Veltruby.
Während des Siebenjährigen Krieges trafen am 18. Juni 1757 auf den Höhen zwischen Plaňany, Chocenice, Křečhoř und Radovesnice die preußischen und österreichischen Truppen in der Schlacht bei Kolin aufeinander. Bei den Kampfhandlungen wurde das Schloss Radovesnice beschädigt. Marie Maximiliane von Schaffgotsch verkaufte daraufhin die Güter 1759 für 91.000 Gulden an den Prager Oberstburggrafen Philipp Krakovský von Kolowrat. Dessen Sohn Leopold Wilhelm veräußerte Radovesnice mit Veltruby 1795 an Johann Wenzel von Rummerskirch, der die Güter 1805 an Franz Xaver von Astfeld verkaufte. Zwei Jahre später erwarb Johann Nepomuk Schmidtgräbner von Lustenegg die Güter; nachfolgender Besitzer war ab 1816 Karl Graf von Rey, er verkaufte Radovesnice mit Veltruby am 8. April 1821 für 260.000 Gulden an Jakob Alexander von Pourtalès-Gorgier.
Im Jahre 1843 umfasste das im Kauřimer Kreis gelegene landtäflige Gut Radowesnitz samt Weltrub eine Nutzfläche von ca. 1591 Joch, davon entfielen ca. 715 Joch auf das Gut Radowesnitz. Auf dem Gebiet lebten 1126 Menschen, darunter sechs protestantische (A.B.) und zwei jüdische Familien. Die Bevölkerung war tschechischsprachig, Haupterwerbsquelle bildete die Landwirtschaft. Beide Güter bestanden jeweils nur aus dem namensgebenden Dorf; in beiden unterhielt die Herrschaft einen Meierhof mit Schäferei. Außerdem gehörten noch je ein Haus in Sendraschitz und Lhota Janowska (Janovická Lhota) zur Gutsherrschaft. Der zum Gut Radowesnitz gehörige Vorder- und Hinterherrnbusch hatte eine Fläche von 207 Joch und lag weit entfernt bei Lhota Janowska (Herrschaft Rattay). Das Dorf Radowesnitz bestand aus 40 Häusern, in denen 301 Personen, darunter zwei protestantische und eine jüdische Familie lebten. Im Ort gab es ein obrigkeitliches Schloss mit der Wohnung des Amtsverwalters, einen dominikalen Meierhof mit Schäferei, ein dominikales Branntweinhaus, ein dominikales Hegerhaus im ehemaligen Fasangarten, ein Wirtshaus und eine Mühle.
Bei Radowesnitz wurde ein Kalksteinbruch betrieben.  Pfarrort war Groß-Loschan. Bis zur Mitte des 19. Jahrhunderts war Radowesnitz der Amtsort des Gutes Radowesnitz samt Weltrub.
Nach der Aufhebung der Patrimonialherrschaften bildete Radovesnice ab 1849 eine Gemeinde im Gerichtsbezirk Kolin. Ab 1868 gehörte das Dorf zum Bezirk Kolin. 1869 hatte Radovesnice 342 Einwohner und bestand aus 46 Häusern. Wilhelm von Pourtalès-Gorgier ließ 1874 das Schloss umbauen und modernisieren. Als Ersatz für die dabei aufgehobene Schlosskapelle entstand auf dem Dorfplatz eine dem hl. Johannes von Nepomuk geweihte gemauerte Kapelle. 1890 verkaufte die Familie Pourtalès-Gorgier das Schloss mit den zugehörigen Ländereien für 465.000 Gulden an Arnold, Berta, Jiří und Vilemína Turnau. Im Jahre 1900 lebten in Radovesnice 436 Menschen, 1910 waren es 383. Die Freiwillige Feuerwehr wurde 1908 gegründet. 1930 hatte Radovesnice 467 Einwohner und bestand aus 99 Häusern. Im Zuge der Gemeindegebietsreform von 1960 erhielt die Gemeinde zur Unterscheidung zu einer dem Okres Kolín neu zugeordneten gleichnamigen Gemeinde den amtlichen Namen Radovesnice I. 1961 erfolgte die Eingemeindung von Zibohlavy. Die Kapelle des hl. Johannes von Nepomuk wurde in der Mitte der 1960er Jahre auf Initiative der Ortsgruppe der kommunistischen Jugendorganisation ČSM abgerissen.
Am 1. Januar 1988 wurde Radovesnice I nach Kolín eingemeindet, am 24. November 1990 löste sich das Dorf wieder los und bildet eine eigene Gemeinde. Beim Zensus von 2001 lebten in den 125 Häusern der Gemeinde 332 Personen. Seit 2017 führt Radovesnice I ein Wappen und Banner; der Stierkopf mit Pfeil ist dem Wappen der Materna von Květnice, der goldene Stern dem der Herren von Sternberg und der silberne Turm mit Zinnen dem von Wilhelm von Pourtalès-Gorgier entlehnt.

## Sehenswürdigkeiten
- Schloss Radovesnice, auf einem erhöhten Platz am westlichen Ortsrand. Das nach 1651 für Václav Jiří Holický von Sternberg errichtete Barockschloss wurde mehrfach umgebaut. Bei der Modernisierung durch Wilhelm von Pourtalès-Gorgier im Jahre 1874 fiel die Schlosskapelle weg. Ab 1890 gehörte es der Familie Turnau, danach erfolgten bis zur Mitte des 20. Jahrhunderts zahlreiche Besitzerwechsel. Nach der Verstaatlichung im Jahre 1950 wurde das Schloss als Wohnhaus, Büro und Bibliothek genutzt. Zwischen 1973 und 1976 erfolgten Reparaturen an Dach und Fassade. 1985 erwarb das Tesla-Werk Kolín das Schloss und begann mit dem Umbau zu einem Rehabilitationszentrum. Nach der Samtenen Revolution wurden 1989 die Arbeiten eingestellt, 1993 ging das Schloss in Restitution an die Nachkommen der Alteigentümer. In dieser Zeit verfiel das Baudenkmal immer mehr und galt 2005 als einsturzgefährdet. Im Jahre 2006 brach das Dach zusammen und der Turm stürzte in Innere. 2007 erwarb das Unternehmen ElitProfit, spol. s r.o. die Ruine und begann mit der Sanierung, die 2011 abgeschlossen wurde. Danach diente das Schloss als Luxushotelresort. 2018 wurde es an den Unternehmer Peter Masarovič verkauft, der es zu seinem Wohnsitz umgestaltete. Das Schloss und der Park sind nicht zugänglich.[6]
- Haus Nr. 32, gezimmerte Chaluppe aus der Mitte des 19. Jahrhunderts
- Barocker Speicher, errichtet 1790–1791 und 1832–1333 zur Korndarre umgebaut. 2014 ließ der Eigentümer die Korndarre entgegen den Forderungen des Denkmalschutzes entkernen und sämtliche Holzkonstruktionen entfernen.[7]
- Hölzerner Glockenbaum
- Denkmal für den Flugzeugabsturz vom 22. November 2012, westlich des Dorfes an der Straße nach Křečhoř